# Art of Love
Art of Love (Romantik Hirsiz) è un film del 2024 diretto da Recai Karagöz.

## Trama
Dopo aver studiato per molto tempo chi può essere il ladro di dipinti che non riescono a catturare, l'agente dell'unità dell'Interpol Alin capisce finalmente dove si svolgerà il prossimo colpo e riesce anche a scoprire la vera identità del ladro. Si tratta di un uomo con cui Alin ha avuto una relazione e con cui doveva sposarsi e che l'ha lasciata proprio il giorno delle nozze, il magnate Güney, che era misteriosamente scomparso.

## Distribuzione
Il film è stato distribuito sulla piattaforma Netflix a partire dal 14 marzo 2024.